# China Taipéi en los Juegos Olímpicos de Pekín 2008
China Taipéi (Taiwán) estuvo representada en los Juegos Olímpicos de Pekín 2008 por un total de 79 deportistas, 43 hombres y 36 mujeres, que compitieron en 15 deportes.
La portadora de la bandera en la ceremonia de apertura fue la jugadora de sóftbol Lai Sheng-Jung.

## Medallistas
El equipo olímpico obtuvo las siguientes medallas:
| Nombre        | Deporte      | Competición |
| ------------- | ------------ | ----------- |
| Oro           |              |             |
| Chen Wei-Ling | Halterofilia | 48 kg F     |
| Plata         |              |             |
| Lu Ying-Chi   | Halterofilia | 63 kg F     |
| Bronce        |              |             |
| Chu Mu-Yen    | Taekwondo    | –58 kg M    |
| Sung Yu-Chi   | Taekwondo    | –68 kg M    |